# Bronkówek
Bronkówek  – osada leśna w Polsce położone w województwie lubuskim, w powiecie krośnieńskim, w gminie Bobrowice, sołectwo Bronków.
W latach 1975–1998 miejscowość administracyjnie należała do województwa zielonogórskiego.